# Synochoneura tapaishani
Synochoneura tapaishani es una especie de polilla de la familia Tortricidae. Se encuentra en Shanxi, China.